# Nadzeia Astaptxuk
Nadzeia Astaptxuk (Rechytsa, 28 d'octubre de 1980) és una atleta belarussa de llançament de pes. Durant la seva carrera esportiva ha ostentat una medalla de bronze en els Jocs Olímpics; i els títols de campiona mundial tant en pista coberta com a cel obert, tots dos assolits el 2005 i 2010, respectivament.
Als Jocs Olímpics de Londres 2012 va ser retirada de la medalla d'or després de donar positiu a un examen antidopatge.

## Trajectòria
Va iniciar la seva pràctica de l'esport amb el bàsquet, i va canviar la seva preferència per l'atletisme als quinze anys. Després d'una notable participació en el llançament de pes durant una competència regional, va ser convidada a millorar el seu potencial a la ciutat de Brest. Sota la tutela de Valery Oksenchuk va guanyar una medalla d'or en el Campionat Mundial Junior d'Atletisme de 1998. Posteriorment va entrenar amb Alexander Efimov, un especialista en la prova.
Per a l'any 2001 va guanyar la seva primera medalla a nivell major en el Campionat Mundial d'Atletisme en Pista Coberta, amb una medalla de plata (19,24 m). També va ser al segon lloc en el Campionat Mundial d'Atletisme de 2003 (20,12 m), i una altra vegada en pista coberta (20,31 m), aquesta mateixa temporada. El següent any va participar en els Jocs Olímpics d'Atenes, aconseguint la quarta posició (19,01 m). Per 2005, va aconseguir el seu primer títol mundial a Hèlsinki (20,51 m).
El 2008 va aconseguir un segon lloc en pista coberta (19,74 m), i medalla de bronze en els Jocs Olímpics de Pequín (19,86 m). Nadzeya va conquistar la seva primera medalla daurada en pista coberta en Doha 2010, i aquest mateix any el primer lloc en la Lliga de Diamant. El 2011, novament es va agenciar una medalla de plata en el Campionat Mundial de Daegu, amb una marca de 20,05 m, per sota de Valerie Adams (21,24 m).
El 2012, a Istanbul, no va aconseguir revalidar el seu títol en pista coberta i es va penjar la seva quarta medalla de plata en l'esdeveniment amb registre de 20,42 m, sent Valerie Adams la guanyadora (20,54 m). Aquest mateix any Nadzeya va acudir per tercera vegada als Jocs Olímpics, celebrats a Londres, i novament va haver d'enfrontar-se amb la neozelandesa, la favorita de l'esdeveniment.
En la final, Adams va fer un llançament de 20,01 m en la primera ronda que semblava suficient per al triomf, però la belarussa va respondre amb marques de 21,31 m i 21,36 m en la segona i tercera ronda; aquesta última va ser suficient per adjudicar-se la seva primera medalla daurada en Jocs Olímpics.
Precisament, ella va expressar: «Sóc feliç. Són els meus tercers Jocs Olímpics, i he recorregut un llarg camí per aconseguir aquesta medalla d'or. El meu entrenador em va dir que donés el millor de mi perquè les altres competidores eren molt fortes i podien lluitar fins al final».
No obstant això, acabada la competència Nadzeya va fallar les proves d'antidopatge a les quals va ser sotmesa. Les mostres de l'atleta van ser preses un dia abans del 5 d'agost i una altra aquest mateix dia; i ambdues van indicar la presència de metenolona, un tipus d'anabolitzant estimulant de la síntesi proteínica i recollida en la llista prohibida del 2012. Per tant, i davant la recomanació de la comissió disciplinària, el Comitè Olímpic Internacional (COI) va decidir retirar la medalla a la belarussa, per la qual cosa Valerie Adams es va proclamar com la nova campiona olímpica de Londres, mentre que el segon lloc corresponia a Evgenia Kolodko i el tercer a Gong Lijiao.
En el mes de setembre l'Agència Antidopatge Belarussa va decidir suspendre l'atleta per un any; encara que també es va saber que el seu entrenador Alexander Yefimov va posar deliberadament la substància en el menjar d'Opstapchuk a causa de la seva preocupació pels mediocres resultats abans de Londres. Yefimov va ser sancionat amb quatre anys de suspensió.A més, l'Associació Internacional de Federacions d'Atletisme va decidir retirar-li la medalla daurada de Hèlsinki 2005,i d'igual forma li va imposar una suspensió de quatre anys.
Altres assoliments han estat els tres títols del IAAF World Athletics Final (2004, 2005 i 2007). Les seves millors marques personals són de 21,58 m (Minsk, 2012) i 21,70 m en pista coberta (Maguilov, 2010)